# Magyaria reticulata
Magyaria reticulata är en kvalsterart som först beskrevs av Balogh 1958.  Magyaria reticulata ingår i släktet Magyaria och familjen Haplozetidae. Inga underarter finns listade i Catalogue of Life.